# Doi Inthanon
Doi Inthanon é a montanha mais alta da Tailândia com 2565m de altitude. Fica no norte do pais, perto de Chiang Mai.
Encontra-se inserida no Parque Nacional Doi Inthanon e pertence à cadeia montanhosa dos Montes Shan (Thanontongchai). A sua visita pode ser feita de carro ou a pé pelos caminhos locais que proporcionam paisagens exóticas e luxuriantes devido ao ambiente tropical, bem como encontros ocasionais com animais selvagens locais.
O parque nacional de Doi Inthanon (482 km2) é talvez o ecossistema aberto ao turismo mais bem preservado da Tailândia. As suas paisagens, onde rios e animais abundam, são excecionais, com muitas quedas de água atraentes, em particular a de Mae Ya. Há rosas selvagens que lembram as de Phu Kradueng, a montanha no nordeste da Tailândia, mas maiores, em especial as "rosas de mil anos".

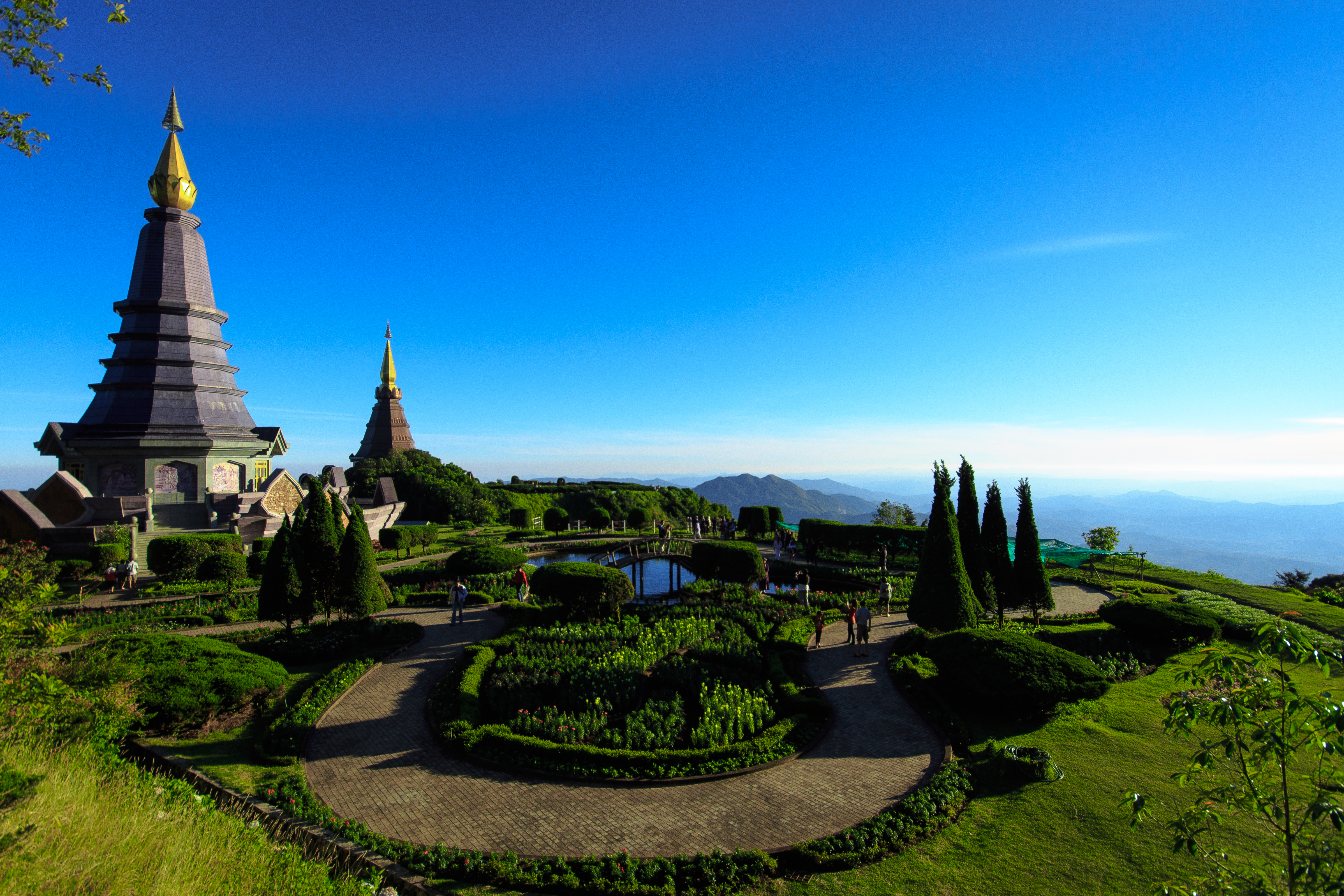
Naphamethinidon e Naphaphonphumisiri, os dois Chedis perto do cume do Doi Inthanon